# Lismer (cràter)
Lismer és un cràter d'impacte en el planeta Mercuri de 139,12 km de diàmetre. Porta el nom del pintor canadenc Arthur Lismer (1885-1969), i el seu nom va ser aprovat per la Unió Astronòmica Internacional el 2012.